# 全日本学生スノーボード選手権大会
全日本学生スノーボード選手権大会（ぜんにほんがくせいスノーボードせんしゅけんたいかい）は、全日本学生スノーボード協会が主催するスノーボード全国大会である。毎回日本スノーボード協会の公認を受けている。
選手はもちろん、運営も学生スタッフによるが、2009年以降は種目によって地区協会と併催という形で、実際の競技運営を地区協会に委託している。
全日本学生スキー連盟主催の全日本学生スノーボード大会とは異なる大会である。

## 歴史
- 第1回 1989年
- 第2回 1990年
- 第3回 1991年
- 第4回 1992年
- 第5回 1993年
- 第6回 1994年
- 第7回 1995年2月27日 GS、28日 PSL、3月1日 HP 木島平スキー場
- 第8回 1996年
- 第9回 1997年
- 第10回 1998年
- 第11回 1999年
- 第12回 2000年
- 第13回 2001年
- 第14回 2002年
- 第15回 2003年
- 第16回 2004年2月21日 GS・SL・SS、22日 SX、23-24日 HP 尾瀬戸倉スキー場
- 第17回 2005年2月22日 GS・DU・SS、23日 SX、24-25日 HP 白馬乗鞍スキー場
- 第18回 2006年2月21日 GS・DU・SS、SX、24日 HP 苗場スキー場

※JSBA非会員でも出場可能になった
- 第19回 2007年2月16日 SS、19日 GS・SL、20日 HP、23日 SX 苗場スキー場
- 第20回 2008年2月20日 GS・SL・SS、21日 SX、22-23日 HP、24日（悪天候により中止）SS 苗場スキー場
- 第21回 2009年2月12日 SX、14日 SL、15日 GS 車山高原スキー場（関東協会と併催）、24日 HP、26日 SS 苗場スキー場
- 第22回 2010年1月30日 SL、31日 GS 白樺湖ロイヤルヒルスキー場、2月15日 SX 車山高原スキー場、23日 SS、24日 HP 石打丸山スキー場
- 第23回 2011年1月29日 SL、30日 GS 白樺湖ロイヤルヒルスキー場、2月21日 SX ウイングヒルズ白鳥リゾート、22日 HP、23日 SS いとしろシャーロットタウン
- 第24回 2012年2月4日 SL、5日 GS、8日 SS、9日 SX、11日 HP X-JAM高井富士
- 第25回 2013年2月1日 SX やまびこの丘スキー場、10日 DU、11日 GS よませ温泉スキー場、14日 SS、16日 HP X-JAM高井富士

## 開催競技
- デュアルスラローム（DU）／スラローム（SL）
- ジャイアントスラローム（GS）
- スノーボードクロス（SX） ※以前はボーダークロス（BX）
- ハーフパイプ（HP）
- スロープスタイル（SS）